# Elfriede Abbe
Elfriede Abbe (Washington D. C., 6 de febrero de 1919-31 de diciembre de 2012) fue una escultora, ilustradora botánica y grabadora en madera estadounidense. A menudo muestra la naturaleza y los campos inspirados en los del estado de Nueva York donde vivió. Autoeditora, imprimió numerosos libros estampados a mano, que ella misma creaba en una imprenta en su estudio.

## Biografía
Nació en Washington D. C. en 1919. Se graduó en la Universidad de Cornell en 1940, alcanzó un título en arquitectura y asistió a la Universidad de Syracuse. En la Exposición General de segunda categoría de Nueva York de 1939, expuso una escultura titulada El cazador. Desde 1942 hasta su jubilación en 1974 fue ilustradora en Cornell. Al jubilarse de Cornell en 1974, se trasladó a vivir y trabajar a Vermont, donde residió hasta su muerte, en la localidad de Manchester. Está representada por la Galería Elaine Beckwith.

### Reconocimientos
- Premio Barrett-Colea ; Sociedad Nacional de Escultura (en inglés: National Sculpture Society )
- Premio Elliot Liskin ; Club Salmagundi  (en inglés: Salmagundi Club )
- Oro ; Club Nacional de las Artes  (en inglés: National Arts Club )
- Oro ; Pluma y Pincel  (en inglés: Pen & Brush )
- Beca de la Fundación Louis Comfort Tiffany (del inglés: The Louis Comfort Tiffany Foundation)[5]

### Colecciones notables
La obra de Elfriede Abbe se encuentra en algunas colecciones públicas y privadas, entre las que destacan:
- Carnegie Mellon University, Pittsburgh, Pensilvania
- Cornell University, Ithaca, New York
- Biblioteca Herzog August , Wolfenbüttel, Alemania(del inglés: Herzog August Library)
- Universidad de Keene, Keene, Nuevo Hampshire (del inglés: Keene State College)
- Library of Congress, Washington D. C.
- McGill University, Montreal, Quebec
- Metropolitan Museum of Art, New York, New York
- National Gallery of Art, Washington D. C.
- New York Botanical Garden, Bronx, New York
- Smith College, Northampton, Massachusetts
- Yale University, New Haven, Connecticut

### Trabajos publicados por Abbe
- Abbe, Elfriede. The Plants of Virgil's Georgics: Commentary and Woodcuts By Elfriede Abbe. Ithaca: Cornell University Press, 1965. ISBN 0-8014-0001-5